# 拉蒙·鲁维亚尔
拉蒙·鲁维亚尔·卡维亚（西班牙語：Ramón Rubial Cavia，1906年10月28日—1999年5月24日），又译拉蒙·鲁比亚尔，是西班牙巴斯克地区出身的工人社会党政治人物，在民主转型过渡时期担任巴斯克总委员会主席。

## 生平
1906年10月28日出生于西班牙比斯開省埃兰迪奥。1920年成为车床操作工人，同年加入劳动者总联盟。1922年加入工人社会党。1936年7月内战爆发后加入共和军，升至第十五旅的政治委員。1937年2月在战场被佛朗哥军队抓获，暂时关押在阿斯图里亚斯。内战结束后的1940年被判入狱14年，直到1956年8月才获释出狱。
1978年2月17日开始担任巴斯克总委员会主席，是佛朗哥独裁结束后民主时期的首位巴斯克政府主席。
1991年8月25日因胃出血被送入一家医院的重症监护室，经过抢救后恢复良好。1999年5月24日，他因心肺衰竭，于凌晨三点半在毕尔巴鄂的家中去世，享年92岁。巴斯克社会党暂停了当日所有活动，为他举行了隆重的哀悼仪式。

## 纪念
2006年10月27日，西班牙政府发行拉蒙·鲁维亚尔诞辰一百周年纪念邮票。